# نهاش ثنائي النقط
نهاش ثنائي النقط (الاسم العلمي: Lutjanus biguttatus) (بالإنجليزية: Two-spot banded snapper)‏ هو نوع من الأسماك يتبع جنس النهاش من الفصيلة النهاشية.